# Z-Boys
Skateboardový tým Zephyr Competition Team (neboli Z-Boys) byla v polovině sedmdesátých let 20. století skupina amerických skateboardistů z oblasti Santa Moniky a Venice v Kalifornii. Původně se tým skládal z dvanácti členů a Z-boys byli sponzorováni surfařským obchodem Jeff Ho Surfboards and Zephyr Productions. Jejich inovativní styl „surfování“ na skateboardech a první triky ve vzduchu vytvořily základy současného vertikálního skateboardingu. Příběh Z-Boys a obchodu Zephyr zpopularizovaly dokumenty Dogtown and Z-Boys a celovečerní film Lords of Dogtown. 

## Začátky

Plakát k dokumentu Dogtown and Z-Boys, 2001

Z-boys začínali jako tým v Santa Monice, kde měli Jeff Ho, Skip Engblom a Craig Stecyk stylový obchod a dílnu na výrobu surfů. V roce 1973 začali podporovat místní mladé jezdce, kteří Jeff Ho Surfboards and Zephyr Productions reprezentovali v surfařských soutěžích. Prvním členem týmu byl čtrnáctiletý Nathan Pratt, který pracoval v dílně jako učeň. V rozhovoru pro Juice Magazine Pratt vzpomíná:
„V našem světě byl surfařský tým primární a skejtový druhořadý. Allen Sarlo, Tony Alva, Jay Adams, Stacy Peralta, Chris Cahill a já jsme byli v roce 1974 v surfařském týmu spolu s Johnem Baumem, Jimmym a Rickym Tavarezovými a Brianem Walkerem ještě předtím, než vznikl skejtový. Výsadou a známkou příslušnosti k Zephyru byla trička, kterými byly oceňovány dovednosti a úspěchy jezdců. Do skejtového týmu jsme později přibrali Boba Biniaka, Wentzle Rumla, Paula Constantineaua, Jima Muira, Shoga Kuba a Peggy Oki, takže Jeffův obchod reprezentoval slušný počet lidí.“  
Většina týmu žila v oblasti „Dogtown“ v Santa Monice a jejich hlavním místem pro surfování byla zátoka u Pacific Ocean Park. Díky objevu uretanových koleček se ale začali Z-boys více věnovat skateboardingu a po ulicích jezdili vlastním stylem v agresivních figurách převzatých ze surfingu. Kent Sherwood (nevlastní otec Jaye Adamse) začal pro obchod vyrábět ze sklolaminátu skateboardové desky Zephyr. 

## Vznik týmu Zephyr
V roce 1975 se Cahill, Pratt, Adams, Sarlo, Peralta a Alva stali prvními členy oficiálního skateboardového týmu Zephyr. Ten začal trénovat na hřištích čtyř škol v okolí. Právě na zvýšených asfaltových březích hřišť předvedli Z-boys svou jedinečnou schopnost přejít ze surfingu na skateboarding. Inspirovali se surfařem Larrym Bertlemanem, jezdili na skateboardech nízko nad zemí a rukama se jí dotýkali, jako by jeli na vlně. 

## Šampionát v Del Mar
Premiéru si Z-Boys odbyli v roce 1975 v Del Mar, na národní skateboardové soutěži uspořádané poprvé od poloviny šedesátých let. Přestože byl jejich nízký agresivní styl ve freestylové části soutěže inovativní, starší skateři ho kritizovali. Nicméně polovina finalistů soutěže byla z týmu Zephyr a o jejich úspěchu svědčí následující výsledky. Volný styl / muži: 3. Jay Adams, 4. Tony Alva / ženy: 1. Peggy Oki; slalom: 2. Dennis Harney, 4. Nathan Pratt. Vystoupení Z-Boys a především Jaye Adamse předznamenalo začátek zásadní proměny skateboardingu.

## „Surfování“ v bazénu
V roce 1975 bylo po desetileté pauze obnoveno vydávání časopisu Skateboarder a titulní číslo nové éry přineslo první fotografie skaterů na nakloněných rovinách. V letech 1976–1977 zažila jižní Kalifornie velká sucha a ve snaze šetřit vodou vypouštěli občané u domů a na zahradách své bazény. Oválné „bowly“ z hladkého betonu se zaobleným dnem využili Z-boys k dalšímu posunutí hranic skateboardingu. Craig Stecyk publikoval od září 1975 ve Skateboarderu sérii článků označovanou jako „Dogtown Articles“, ve kterých zaznamenal i první vzdušné manévry týmu Zephyr. Stecykovy fotografie, zachycující do té doby nevídané triky, výrazně pomohly k nárůstu popularity skateboardingu.

## Další období
Po úspěchu „Dogtown Articles“ zažili Z-Boys exponenciální nárůst vlastní popularity. Kvůli zájmu konkurenčních společností odešlo od Zephyru mnoho jezdců za lukrativnějším sponzorstvím a na konci roku 1976 se rozpadly soutěžní i realizační tým. Alwa a Peralta se stali nepřehlédnutelnými osobnostmi rostoucího skate průmyslu, Kent Sherwood založil vlastní firmu Z-Flex, Skip Engblom značku Santa Monica Airlines a Jim Muir otevřel obchod Dogtown Skates, pro který Wes Humpston vytvořil první skutečné designy skateboardů. Ty navazovaly na street-art oblasti ze které surfaři pocházeli i na výtvarnou originalitu surfů Zephyr. Greyg Stecyk v roce 1981 oslovil další početnou skupinu skaterů svým manifestem Skate and Destroy otištěným v prvním čísle nového časopisu Thrasher.
Přestože byla existence Z-Boys krátká, jsou i dnes považováni za nejvlivnější tým v historii skateboardingu. Spojili ideu a myšlenky surfingu s asfaltovými svahy a betonovými vlnami. Radikální, agresivní jízda Zephyr týmu ve vypuštěných bazénech se stala základem moderního skateboardingu a navždy změnila jeho styl a chápání. 

## Členové
Zakládající členové (v abecedním pořadí):
- Jay Adams
- Tony Alva
- Bob Biniak
- Chris Cahill
- Paul Constantineau
- Shogo Kubo
- Jim Muir
- Peggy Oki
- Stacy Peralta
- Nathan Pratt
- Wentzle Ruml
- Allen Sarlo

Pozdější členové:
- Paul Cullen
- Cris Dawson
- José Galan
- Dennis Harney
- Paul Hoffman
- Donnie Olham
- Tommy Waller

## Skateboardingová síň slávy
Z-Boys byli do Skateboardové síně slávy uvedeni v tomto sledu: Tony Alva (2009), Stacy Peralta (2010), Peggy Oki (2012), Jay Adams (2012), Jim Muir (2014), Shogo Kubo (2017), Cris Dawson (2019), Bob Biniak (2020), Wentzle Ruml (2023) a Paul Constantineau (2023). 

#### Filmy
- Dogtown and Z-Boys. Scénář a režie: Stacy Peralta. USA, 2001, 91 min. Dostupné zde.
- Dogtown Articles. C.R. Stecyk III – kmotr DogTownu. Nepoužité scény z dokumentu.
- Lords of Dogtown (Legendy z Dogtownu). Scénář: Stacy Peralta, režie: Catherine Hardwicke. USA / Německo, 2005, 107 min. Dokument o natáčení filmu.